# Неизменяемый интерфейс
В объектно-ориентированном программировании, «неизменяемый Интерфейс» — это шаблон для проектирования неизменяемого объекта.
Неизменяемый интерфейс включает в себя определение типа, который не предоставляет никаких методов, которые могут изменить состояние. Объекты, на которые ссылается этот тип, выглядят как неизменяемые.

## Пример

### Java
Рассмотрим класс java, который представляет собой двухмерную точку.
```
public
 
class
 
Point2D
 
{

    
private
 
int
 
x
;

    
private
 
int
 
y
;

    
public
 
Point2D
(
int
 
x
,
 
int
 
y
)
 
{
 
this
.
x
 
=
 
x
;
 
this
.
y
 
=
 
y
;
 
}

    
public
 
int
 
getX
()
 
{
 
return
 
this
.
x
;
 
}

    
public
 
int
 
getY
()
 
{
 
return
 
this
.
y
;
 
}

    
public
 
void
 
setX
(
int
 
newX
)
 
{
 
this
.
x
 
=
 
newX
;
 
}

    
public
 
void
 
setY
(
int
 
newY
)
 
{
 
this
.
y
 
=
 
newY
;
 
}

}

```

Класс Point2D является изменяемым: его состояние может быть изменено после создания, если вызвать один из методов-сеттеров (setX() или setY()).
Неизменяемый интерфейс для Point2D может быть определен как:
```
public
 
interface
 
ImmutablePoint2D
 
{

    
public
 
int
 
getX
();

    
public
 
int
 
getY
();

}

```

Сделав Point2D реализующим ImmutablePoint2D, код клиента теперь может использовать тип, который не имеет изменяющих методов, и, таким образом, остается неизменяемым. Это демонстрируется в следующем примере:
```
ImmutablePoint2D
 
point
 
=
 
new
 
Point2D
(
0
,
0
);
 
// на конкретный экземпляр Point2D ссылается неизменяемый интерфейс

int
 
х
 
=
 
point
.
getX
();
 
// допустимый вызов метода

point
.
setX
(
42
);
 
// ошибка компиляции: метод setX() не существует в типе ImmutablePoint2D

```

Имея только неизменяемый интерфейс, невозможно вызвать метод, который изменяет состояние конкретного объекта.

## Преимущества
- Четко передает намерения о неизменяемости типа.
- В отличие от типов, реализующих шаблон неизменяемая обертка, не нужно нейтрализовать изменяющие методы, путем использования инструкции «нет эксплуатации», или бросать исключение во время выполнения, когда изменяющий метод вызывается.

## Недостатки
- Возможно для экземпляров, на которые ссылается неизменяемый интерфейс, привести тип к конкретному изменяемому типу, и уже тогда изменить состояние. Например:

```
public
 
void
 
mutate
(
ImmutablePoint2D
 
point
)
 
{

    
((
Point2D
)
point
).
setX
(
42
);
 
// допустимый вызов, поскольку

                               
// аргумент point был приведен к типу Point2D

}

```

- Конкретные классы должны явно объявлять в их реализации неизменяемый интерфейс. Это не может быть возможно, если конкретный класс «принадлежит» стороннему коду, например, если оно содержится в библиотеке.
- Объект не является на самом деле неизменяемым и, следовательно, не подходит для использования в структурах данных, требующих неизменяемость, таких как хеш-map-ы. И объект может быть изменен одновременно на «изменяемой стороне».
- Некоторые оптимизации компилятора, доступные для неизменяемых объектов, могут быть недоступны для изменяемых объектов.

## Альтернативы
Альтернативой неизменяемому интерфейсу является шаблон неизменяемая обёртка.